# 马尔帕尔蒂达德科尔内哈
马尔帕尔蒂达德科尔内哈，是西班牙卡斯蒂利亚-莱昂阿维拉省的一个市镇。 总面积19km2, 总人口185人（2001年），人口密度10人/km2。